# Clara Ramas
Clara Ramas San Miguel (8 de mayo de 1986) es una filósofa y política española, diputada de la xi legislatura de la Asamblea de Madrid dentro del grupo parlamentario de Más Madrid.

## Biografía
Nacida el 8 de mayo de 1986 en Madrid. Perteneció a la organización de ultraderecha Movimiento Social Republicano (MSR) organizando los viajes de la agrupación en Alemania con otros grupos neonazis alemanes debido a su conocimiento del idioma. Abandonará la agrupación tras entrar en contacto con el marxismo. Doctora europea por la Universidad Complutense de Madrid (UCM), donde ha estudiado la obra de Karl Marx, también ha sido investigadora postdoctoral en la UCM y en la Universidad Católica de Valencia. Se describe a sí misma como «marxista heterodoxa, anti-liberal ortodoxa». Intelectual de referencia del errejonismo y discípula del filósofo andaluz José Luis Villacañas, en marzo de 2019 se presentó dentro de la lista de Íñigo Errejón para las primarias de Más Madrid de cara a las elecciones a la Asamblea de Madrid de mayo de 2019. Ha colaborado en el medio digital CTXT. Incluida como candidata en el número 18 de la lista de Más Madrid para las elecciones autonómicas del 26 de mayo, resultó elegida diputada de la xi legislatura del parlamento autonómico.En la actualidad es profesora del Departamento de Filosofía y Sociedad de la Universidad Complutense de Madrid.

## Obras
- — (2018). Fetiche y mistificación capitalistas: La crítica de la economía política de Marx. Madrid: Siglo XXI.[10]
- — (2024). El tiempo perdido. Barcelona: Arpa Editores. ISBN 978-84-19558-54-1.